# Prawo Darcy’ego
Prawo Darcy’ego (rzadziej formuła Darcy’ego; ang. Darcy’s law, ang. Darcy’s formula) – fundamentalny wzór o charakterze fenomenologicznym, opisujący zależność między prędkością filtracji płynu przepływającego w ośrodku porowatym {\displaystyle \mathbf {u} } a występującym gradientem ciśnienia {\displaystyle \mathrm {grad} \,P.} Prawo Darcy’ego zmieniało swoją postać z postępem wiedzy w zakresie hydrodynamiki podziemnej. W rezultacie obecnie stosowane sformułowanie różni się znacznie od pierwotnej postaci wyrażonej 150 lat temu przez H. Darcy’ego. Ponadto podane zostały uogólnienia prawa Darcy’ego odbiegające niekiedy znacznie od idei pierwotnej.
Niniejszy artykuł pomija historyczny aspekt problemu i przedstawia formułę Darcy’ego w postaci stosowanej obecnie w hydrodynamice podziemnej.

## Sformułowanie skalarne
Sformułowanie skalarne odnosi się do jednowymiarowych przepływów w ośrodkach porowatych. Jego postać jest następująca:
Prędkość filtracji płynu przepływającego w ośrodku porowatym {\displaystyle u} jest wprost proporcjonalna do spadku ciśnienia przypadającego na jednostkę miąższości ośrodka {\displaystyle \Delta P/L} i odwrotnie proporcjonalna do lepkości przepływającego płynu {\displaystyle \mu ,} a współczynnik proporcjonalności, zwany przepuszczalnością {\displaystyle K} jest parametrem stałym, charakterystycznym dla danego ośrodka porowatego:
{\displaystyle u=-{\frac {K}{\mu }}\,{\frac {\Delta P}{L}}}
Znak ujemny w powyższym równaniu pochodzi stąd, że przepływ płynu odbywa się zgodnie ze spadkiem, a nie ze wzrostem ciśnienia.
Tak sformułowane prawo Darcy’ego wprowadza pojęcie przepuszczalności {\displaystyle K} jako ściśle określonego parametru materiałowego ośrodka porowatego. Tak sformułowane pojęcie niezupełnie pokrywa się z potocznym określeniem słowa przepuszczalność rozumianym jako zdolność ciała stałego do przeciekania przez niego płynów.
Zauważmy, że prędkość filtracji płynu nie zależy od wartości ciśnienia, lecz od jego spadku, a ponadto nie zależy od porowatości ośrodka porowatego.

## Sformułowanie skalarne dla ośrodków niejednorodnych
Sformułowanie to odnosi się do jednowymiarowych przepływów w ośrodkach porowatych, w których występuje zależność przepuszczalności {\displaystyle K} od położenia {\displaystyle x.} Postać prawa Darcy’ego jest wówczas następująca:
Prędkość filtracji płynu przepływającego w ośrodku porowatym {\displaystyle u} jest wprost proporcjonalna do wziętej ze znakiem ujemnym pochodnej ciśnienia {\displaystyle dP/dx} i odwrotnie proporcjonalna do lepkości przepływającego płynu {\displaystyle \mu ,} a zależny od położenia {\displaystyle x} współczynnik proporcjonalności, zwany przepuszczalnością {\displaystyle K(x)} jest parametrem stałym, charakterystycznym dla danego ośrodka porowatego w danym punkcie przestrzeni {\displaystyle x{:}}
{\displaystyle u=-{\frac {K}{\mu }}\,{\frac {dP}{dx}}}
Znak ujemny w powyższym równaniu pochodzi stąd, że przepływ płynu odbywa się zgodnie ze spadkiem, a nie ze wzrostem ciśnienia (ujemna pochodna {\displaystyle dP/dx}).

## Sformułowanie wektorowe
Sformułowanie wektorowe odnosi się do jedno-, dwu- i trójwymiarowych przepływów w ośrodkach porowatych. Jego postać, stanowiąca uogólnienie postaci skalarnej, jest następująca:
Wektor prędkości filtracji płynu przepływającego w ośrodku porowatym {\displaystyle \mathbf {u} } jest wprost proporcjonalny do wziętego ze znakiem ujemnym gradientu ciśnienia {\displaystyle \mathrm {grad} \,P} i odwrotnie proporcjonalny do lepkości przepływającego płynu {\displaystyle \mu ,} a współczynnik proporcjonalności, zwany przepuszczalnością {\displaystyle K} jest parametrem stałym, charakterystycznym dla danego ośrodka porowatego:
{\displaystyle \mathbf {u} =-{\frac {K}{\mu }}\,\mathrm {grad} \,P}
Znak ujemny w powyższym równaniu pochodzi stąd, że wektor prędkości filtracji płynu skierowany jest przeciwnie do wektora gradientu ciśnienia.
Równanie powyższe wyraża w istocie układ trzech równań skalarnych dla składowych {\displaystyle u_{x},\,u_{y},\,u_{z}} wektora prędkości filtracji {\displaystyle \mathbf {u} {:}}
{\displaystyle u_{x}=-{\frac {K}{\mu }}\,{\frac {\partial P}{\partial x}}}
{\displaystyle u_{y}=-{\frac {K}{\mu }}\,{\frac {\partial P}{\partial y}}}
{\displaystyle u_{z}=-{\frac {K}{\mu }}\,{\frac {\partial P}{\partial z}}}

## Sformułowanie wektorowe dla przepływów pionowych i ukośnych
Sformułowanie to odnosi się do przepływów pionowych i ukośnych. Jego postać jest następująca:
Wektor prędkości filtracji płynu przepływającego w ośrodku porowatym {\displaystyle \mathbf {u} } jest wprost proporcjonalny do wziętego ze znakiem ujemnym gradientu ciśnienia pomniejszonego o ciśnienie hydrostatyczne i odwrotnie proporcjonalny do lepkości przepływającego płynu {\displaystyle \mu ,} a współczynnik proporcjonalności, zwany przepuszczalnością {\displaystyle K} jest parametrem stałym, charakterystycznym dla danego ośrodka porowatego:
{\displaystyle \mathbf {u} =-{\frac {K}{\mu }}\,\mathrm {grad} \,(P-\varrho gz)}
gdzie:
{\displaystyle \varrho } – gęstość płynu,
{\displaystyle g} – przyśpieszenie ziemskie,
{\displaystyle z} – wysokość.

## Sformułowanie wektorowe dla ośrodków niejednorodnych
Sformułowanie to odnosi się do wielowymiarowych przepływów w ośrodkach porowatych, w których występuje zależność przepuszczalności {\displaystyle K} od położenia {\displaystyle \mathbf {x} .} Postać prawa Darcy’ego jest wówczas następująca:
Pole wektorowe prędkości filtracji płynu przepływającego w ośrodku porowatym {\displaystyle \mathbf {u} ({\mathbf {x} })} jest wprost proporcjonalne do wziętego ze znakiem ujemnym gradientu ciśnienia {\displaystyle \mathrm {grad} \,P} i odwrotnie proporcjonalne do lepkości przepływającego płynu {\displaystyle \mu ,} a zależny od położenia {\displaystyle \mathbf {x} } współczynnik proporcjonalności, zwany przepuszczalnością {\displaystyle K(\mathbf {x} )} jest parametrem stałym, charakterystycznym dla danego ośrodka porowatego w danym punkcie przestrzeni {\displaystyle \mathbf {x} {:}}
{\displaystyle \mathbf {u} ({\mathbf {x} })=-{\frac {K({\mathbf {x} })}{\mu }}\,\mathrm {grad} \,P(\mathbf {x} )}

## Sformułowanie wektorowe dla niejednorodnych ośrodków anizotropowych
Sformułowanie to odnosi się do wielowymiarowych przepływów w anizotropowych ośrodkach porowatych, w których występuje zależność przepuszczlności {\displaystyle K} od położenia {\displaystyle \mathbf {x} .} Postać prawa Darcy’ego jest wówczas następująca:
Pole wektorowe prędkości filtracji płynu przepływającego w ośrodku porowatym {\displaystyle \mathbf {u} ({\mathbf {x} })} jest wprost proporcjonalne do wziętego ze znakiem ujemnym gradientu ciśnienia {\displaystyle \mathrm {grad} \,P} i odwrotnie proporcjonalne do lepkości przepływającego płynu {\displaystyle \mu ,} a zależny od położenia {\displaystyle \mathbf {x} } tensorowy współczynnik proporcjonalności, zwany tensorem przepuszczalności {\displaystyle \mathbf {K} (\mathbf {x} )} posiada składowe o wartościach stałych, charakterystycznych dla danego ośrodka porowatego w danym punkcie przestrzeni {\displaystyle \mathbf {x} {:}}
{\displaystyle \mathbf {u} ({\mathbf {x} })=-{\frac {\mathbf {K} ({\mathbf {x} })}{\mu }}\,\mathrm {grad} \,P(\mathbf {x} )}
Ilość niezależnych składowych tensora przepuszczalności zależna jest od rodzaju anizotropii ośrodka porowatego.

## Inne sformułowania
Istnieje bezpośrednie uogólnienie prawa Darcy’ego na przepływy wielofazowe w ośrodkach porowatych. Jego szczegółowa postać podana jest w artykule prawo Darcy’ego dla przepływów wielofazowych.
Czasami, zwłaszcza w hydrologii, przez formułę Darcy’ego (prawo Darcy’ego) rozumie się następującą liniową relację między prędkością filtracji płynu {\displaystyle u} a spadkiem wysokości hydraulicznej {\displaystyle \Delta H} zachodzącej na dystansie {\displaystyle l{:}}
{\displaystyle u=-\kappa \,{\frac {\Delta H}{l}}}
gdzie {\displaystyle \kappa } jest tzw. współczynnikiem filtracji. Znak ujemny w powyższym równaniu pochodzi stąd, że przepływ płynu odbywa się zgodnie ze spadkiem, a nie ze wzrostem wysokości hydraulicznej.
Takie sformułowanie jest bliższe pierwotnej idei Darcy’ego, lecz odnosi się jedynie do jednego rodzaju płynu – wody, i to w ściśle określonej temperaturze. Współczynnik ten będzie miał zatem inną wartość np. dla wody i dla powietrza, a nawet dla dwóch próbek wody w różnych temperaturach. W przeciwieństwie do przepuszczalności współczynnik filtracji nie jest zatem parametrem materiałowym, zależnym jedynie od własności ośrodka porowatego

## Historia wzoru
Wzór noszący obecnie nazwę prawa Darcy’ego został przedstawiony po raz pierwszy na podstawie szczegółowych badań doświadczalnych przez Henry Darcy’ego w opublikowanej w 1856 roku monografii Les fontaines publiques de la ville de Dijon. Było to historycznie pierwsze opracowanie naukowe w zakresie przepływów w ośrodkach porowatych. Postać formuły wyrażana przez Darcy’ego nie zawierała w sobie lepkości płynu, a zamiast ciśnienia stosowano tzw. wysokość hydrauliczną.